# Crunchyroll UK and Ireland
Crunchyroll Ltd., tranzacționând ca Crunchyroll UK and Ireland, este o companie de distribuție și licențiere de anime în Regatul Unit și Irlanda. Fondată în 1987 ca Island World Communications, compania a operat ca Manga Entertainment Ltd. până în 2021. Compania este o filială deținută integral de Crunchyroll, LLC, condusă de Sony prin Sony Pictures Entertainment și Aniplex al Sony Music Entertainment Japan.